# Edvard VII:s land

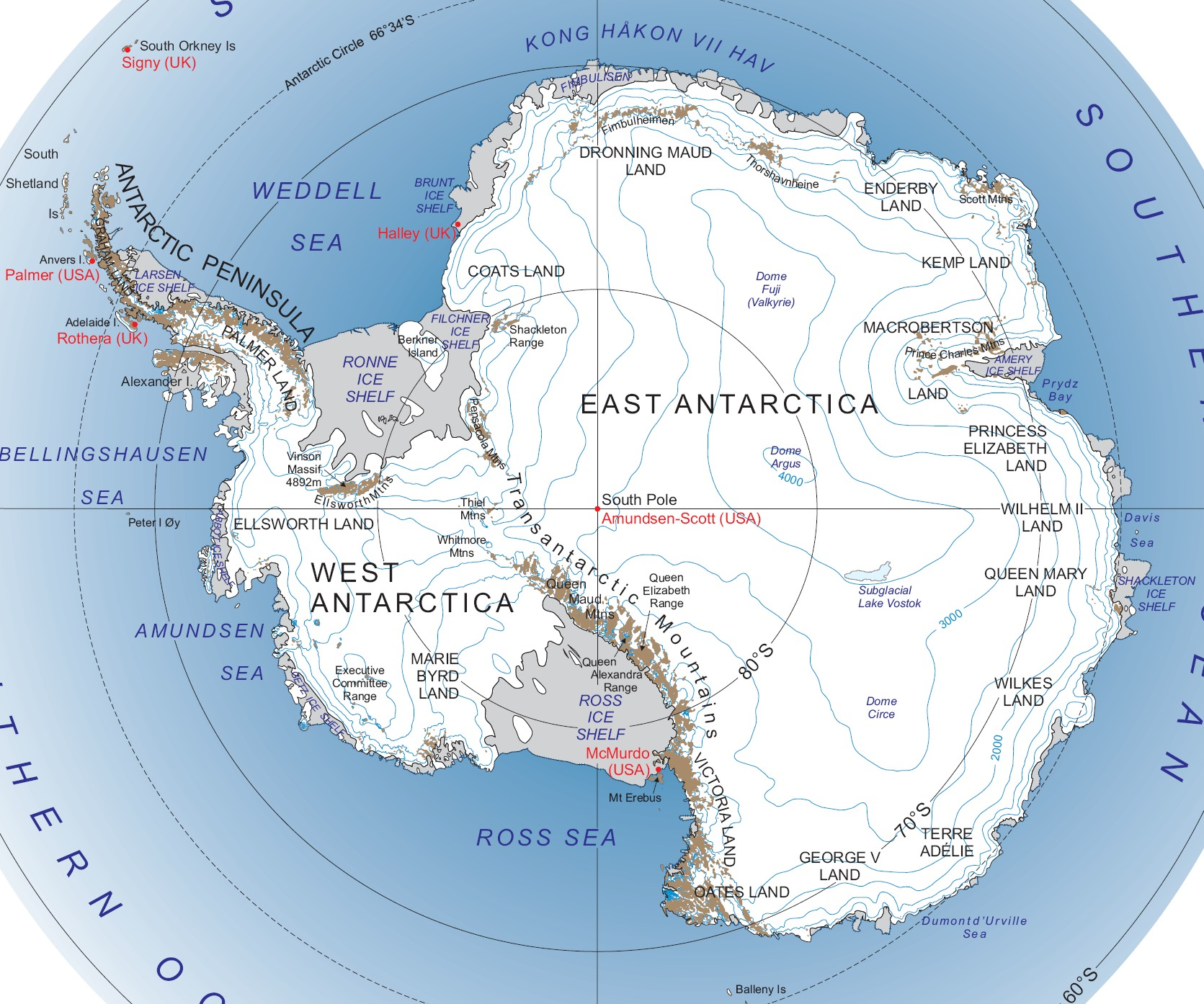
Lägeskarta: Edvard VII:s land finns längst ned på kartan.

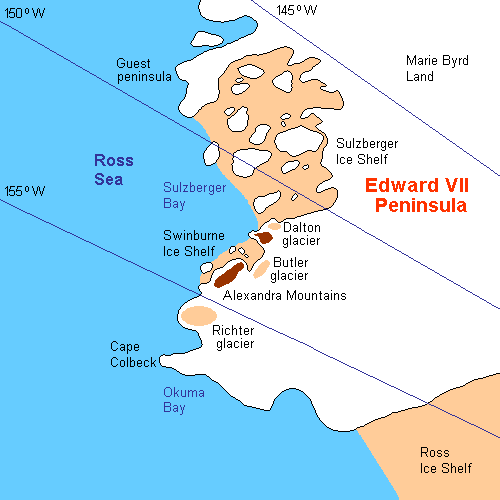
Översiktskarta över Edvard VII:s land.

Edvard VII:s halvö eller Edvard VII:s land (engelska: King Edward VII Land respektive King Edward VII Peninsula) är ett landområde i västra Antarktis.

## Geografi
Edvard VII:s land ligger i Västantarktis mellan den nordvästra delen av Marie Byrds land och Viktorias land. Området ligger vid Rosshavet och gränsar till Sulzberger Bay och Swinburnes shelfis i väst och mot Okuma Bay och Ross shelfis i öst. Den nordvästligaste udden heter Cape Colbeck. Området sträcker sig mellan cirka 150°50'V och 156°25'V.
Området är kuperad med bergskedjan Alexandra Mountains i väst, den högsta toppen är Mount La Gorce vilken reser sig 1 174 meter över havet. Det finns även en rad glaciärer, de största är Daltonglaciären, Butlerglaciären och Richterglaciären.
Edvard VII:s land omfattar delarna
- delar av Saunders Coast, mellan 146° V och 155° V
- delar av Shiraze Coast, mellan 155° V och 156° V

Området ligger inom Ross Dependency (Nya Zeelands Landanspråk på Antarktis).

## Historia
Edvard VII:s land upptäcktes den 30 januari 1902 av Discovery-expeditionen under ledning av Robert Falcon Scott och namngavs då efter kung Edvard VII av Storbritannien.
Åren 1908–1909 utforskades området ytterligare av Nimrodexpeditionen under ledning av Ernest Shackleton. I december 1912 gjordes den första landstigningen på halvön av den Japanska Antarktisexpeditionen under ledning av Shirase Nobu. Shiraze Coast namngavs efter honom. I december 1929 kartlades Edvard VII:s land från luften under Byrds första antarktiska flygexpedition åren 1928–1930. Kapten Harold E. Saunders vid USN gjorde den första kartan över området utifrån Byrds flygbilder. Saunders Coast namngavs efter honom.
Efter att både Richard Byrds andra flygexpedition åren 1933–1935 och United States Antarctic Program expedition åren 1939–1941 fastslog att området var en halvö ändrades namnet till Edvard VII:s halvö. År 1947 fastställdes de nuvarande namnen av amerikanska "Advisory Committee on Antarctic Names" (US-ACAN, en enhet inom United States Geological Survey).